# Kaname Harada
Kaname Harada (原田 要 ?, Harada Kaname; Asajawa, 11 agosto 1916 – Nagano, 3 maggio 2016) è stato un aviatore e militare giapponese, asso dell'aviazione da caccia del Dai-Nippon Teikoku Kaigun Kōkū Hombu, il servizio aeronautico della Marina imperiale giapponese, durante la seconda guerra mondiale, particolarmente distintosi nell'attacco di Pearl Harbor, nella battaglia dell'Isola di Wake, nel bombardamento di Darwin, nell'incursione giapponese nell'Oceano Indiano, nella battaglia delle Midway e nella campagna di Guadalcanal È accreditato dell'abbattimento di un numero variabile tra 7 e 15 aerei nemici. Fu coinvolto nell'incidente della USS Panay durante il corso della seconda guerra sino-giapponese.

## Biografia
Nacque nel villaggio di Asajawa, prefettura di Nagano, l'11 agosto 1916. Dopo aver completato la scuola presso la Nagano Junior High School, nel 1933, all'età di 17 anni, si unì alla forza di fanteria di marina della Marina imperiale giapponese a Yokosuka, venendo successivamente assegnato al cacciatorpediniere Ushio. Nel 1935 si trasferì nel Dai-Nippon Teikoku Kaigun Kōkū Hombu come allievo addetto alle armi aeree. Dopo sei mesi, si diplomò al programma di addestramento alle armi aeree e fu assegnato alla portaerei Hōshō. Lì, fu testimone della disparità di trattamento tra lui e i il piloti e decise di divenire pilota da caccia. Superò gli esami ed entrò nella 35ª classe di addestramento piloti nel febbraio 1937, venendo addestrato, tra gli altri, da Murata Shigeharu. Diplomatosi primo della sua classe, e per questo onore ricevette un orologio da tasca d'argento dall'imperatore Hirohito, dopo un ulteriore addestramento presso la base aerea di Saeki, fu assegnato al 12 Kōkūtai. Dopo lo scoppio della seconda guerra sino-giapponese, poco prima della caduta di Nanchino, prese parte all'attacco alla cannoniera statunitense Panay, volando a bordo di un caccia Nakajima A4N che trasportava due bombe da 6 kg. Non fu coinvolto in alcun combattimento aereo durante la guerra, e fu rimandato in Giappone nel gennaio 1938, ricoprendo successivamente diversi incarichi di addestramento sulla terraferma.
Nel settembre 1941 si unì all'equipaggio della portaerei Sōryū e gli fu assegnato il compito di scortare direttamente la task force durante l'attacco di Pearl Harbor del 7 dicembre dello stesso anno. Successivamente partecipò alla battaglia dell'Isola di Wake, al bombardamento di Darwin e alla battaglia di Ceylon. Durante la battaglia di Ceylon del 5 aprile 1942, e durante il raid aereo su Colombo, rivendicò l'abbattimento di cinque caccia Hawker Hurricane (tre confermati) oltre a un sesto non identificato. Quattro giorni dopo, abbatté due bombardieri leggeri britannici Bristol Blenheim che stavano tentando di attaccare la flotta giapponese.
Durante la battaglia delle Midway, abbatté tre o cinque aerei americani. Atterrò sull'ultima portaerei giapponese sopravvissuta, la Hiryū, dopo che la Sōryū fu affondata in fiamme da aerei statunitensi. Si trovava in volo al momento dell'affondamento della Hiryū più avanti nel corso della battaglia e fu salvato dal cacciatorpediniere Makigumo dopo essere ammarato in mare.
Nel luglio 1942, fu riassegnato alla portaerei Hiyō. All'inizio di ottobre di quell'anno, la portaerei lasciò il Giappone per prendere parte alla campagna di Guadalcanal. Il 17 ottobre fece parte della scorta a una formazione di aerosiluranti che stava tentando di attaccare obiettivi a Guadalcanal. I caccia Grumman F4F Wildcat americani attaccarono gli aerei giapponesi e, sebbene gli abbia probabilmente abbattuto un F4F Wildcat, il suo aereo fu attaccato e colpito da un altro F4F Wildcat pilotato dal futuro asso dell'aviazione statunitense, tenente comandante Joe Foss.
Durante il combattimento aereo perse conoscenza a causa di una brusca virata e fu costretto a ingaggiare uno scontro frontale. Si allontanò dall'aereo nemico, facendogli emettere fumo bianco , e nonostante fosse stato colpito da oltre 250 proiettili sparati dall'aereo di Harada, Foss riuscì ad atterrare a Henderson Field, che si trovava proprio sotto di lui. 
Colpito al braccio sinistro e con il suo Mitsubishi A6M2 gravemente danneggiato, precipitò vicino alla base giapponese di Rekata Bay sull'isola di Santa Isabel. Riuscì ad uscire da solo, senza aiuti, dal relitto del suo aereo. Dopo aver camminato nella giungla per diversi giorni, raggiunse le posizioni giapponesi affetto da malaria e dalla febbre dengue, oltre che dalle ferite. Il 5 novembre fu evacuato a bordo di una nave ospedale, riprendendo conoscenza una settimana dopo presso il 4° Ospedale navale sull'atollo di Truk.
La ferita al braccio pose fine alla sua carriera di pilota da combattimento, accreditato all'epoca di 15 vittorie aeree accertate. Successivamente prestò servizio come istruttore di volo presso la base aerea di di Kasumigaura. Verso la fine della guerra, addestrò piloti kamikaze. Nella primavera del 1945 fu assegnato al distaccamento di Chitose del corpo aereo di Kasumigaura per addestrare i piloti del nuovo caccia Mitsubishi J8M Shusui, ma il prototipo fu distrutto durante il suo primo volo e andò distrutto, e quindi egli non vide mai l'aereo.
Alla fine delle ostilità, aveva il grado di sottotenente di vascello con all'attivo 8 000 ore di volo. Il numero di aerei abbattuti da Harada varia a seconda delle fonti; nel 2011 Ikuhiko Hata, Yasuho Izawa e Christopher Shores scrissero che gli "erano state attribuite nove vittorie confermate", mentre in un articolo del New York Timesdel 2015 affermò di aver abbattuto 19 aerei alleati.
Dopo la fine della seconda guerra mondiale lavorò inizialmente come allevatore di mucche da latte, ma soffrì di incubi in cui vedeva i volti degli aviatori americani che aveva abbattuto durante la guerra. Nel 1964 divenne capo dell'associazione di quartiere e, su suggerimento della moglie, nel 1969 fondò un asilo nido per bambini con sua moglie dopo che lei gli chiese "se vuoi espiare le vite che hai preso, quale modo migliore c'è che nutrire nuove vite?". Continuò a lavorare come preside dell'asilo fino al suo pensionamento.
Viaggiò anche nel Regno Unito e negli Stati Uniti d'America per incontrare alcuni degli aviatori americani e britannici contro cui aveva combattuto, tra cui l'asso americano Joe Foss, visitò l'isola di Santa Isabel, dove trovò il relitto del suo caccia e ne riportò una parte in Giappone.
Nel 1991 divenne un attivista contro la guerra del Golfo. Iniziò a tenere discorsi pubblici sulle sue esperienze di combattimento e sulla necessità di evitare le guerre quell'anno, dopo aver sentito dei giovani giapponesi discutere dei bombardamenti avvenuti sull'Irak come se facessero parte di un videogioco. Nel 2015, il New York Times riferì che Harada, di 98 anni, era un "oratore pubblico molto ricercato", motivato dal desiderio di trasmettere le sue esperienze come monito alle attuali generazioni di giapponesi che, a suo avviso, non erano consapevoli della natura della guerra. Si oppose agli sforzi dei membri conservatori del governo giapponese di cambiare la costituzione pacifista del paese, affermando che "questi politici sono nati dopo la guerra e quindi non capiscono che deve essere evitata a tutti i costi. In questo senso, sono come i nostri leader prebellici". Un documentario intitolato Each and Every Battlefield che racconta la vita di Harada è stato rilasciato in Giappone nel marzo 2015. Morì a Nagano il 3 maggio 2016.